# Le Haut-Richelieu
Le Haut-Richelieu ist eine regionale Grafschaftsgemeinde (französisch municipalités régionales de comté, MRC) in der kanadischen Provinz Québec.
Sie liegt in der Verwaltungsregion Montérégie und besteht aus 14 untergeordneten Verwaltungseinheiten (eine Stadt, elf Gemeinden und zwei Sprengel). Die MRC wurde am 1. Januar 1982 gegründet. Der Hauptort ist Saint-Jean-sur-Richelieu. Die Einwohnerzahl beträgt 117.4443 (Stand: 2016) und die Fläche 936,02 km², was einer Bevölkerungsdichte von 125,5 Einwohnern je km² entspricht.

## Gliederung
Stadt (ville)
- Saint-Jean-sur-Richelieu

Gemeinde (municipalité)
- Henryville
- Lacolle
- Mont-Saint-Grégoire
- Noyan
- Saint-Alexandre
- Saint-Blaise-sur-Richelieu
- Sainte-Brigide-d'Ibervill
- Saint-Georges-de-Clarenceville
- Saint-Paul-de-l’Île-aux-Noix
- Saint-Valentin
- Venise-en-Québec

Sprengel (municipalité de paroisse)
- Sainte-Anne-de-Sabrevoi
- Saint-Sébastien

## Persönlichkeiten
- Rina Lasnier (1910–1997), Dichterin

## Angrenzende MRC und vergleichbare Gebiete
- Les Jardins-de-Napierville
- Roussillon
- Longueuil
- La Vallée-du-Richelieu
- Rouville
- Brome-Missisquoi
- Franklin County, Vermont, USA
- Grand Isle County, Vermont, USA
- Clinton County, New York, USA